# ATP Cup 2020
Der ATP Cup 2020 war ein Tennis-Mannschaftsturnier der Herren, das auf Hartplatz gespielt wurde. Es war die erste Auflage des Turniers, die vom 3. bis 12. Januar 2020 stattfand und den Auftakt der ATP Tour 2020 darstellte. Für das Kalenderjahr 2020 ersetzte das Turnier den Hopman Cup und war der erste Mannschaftswettbewerb der ATP seit der letzten Austragung des World Team Cups in der Saison 2012. Gespielt wurde in Brisbane im Queensland Tennis Centre, Perth in der Perth Arena und in Sydney im NSW Tennis Centre.
Gewinner der ersten Austragung wurde Serbien, dessen Mannschaft aus Novak Đoković, Dušan Lajović, Nikola Milojević, Nikola Čačić und Viktor Troicki bestand. Im Finale trafen sie auf die spanische Mannschaft, die sie mit 2:1 bezwangen. Zwar brachte Roberto Bautista Agut die Spanier zunächst mit einem 2:0-Erfolg über Dušan Lajović in Führung, Novak Đoković glich aber im Anschluss gegen Rafael Nadal aus, den er ebenfalls in zwei Sätzen bezwang. Die Entscheidung brachte die Doppelpartie, die Đoković und Viktor Troicki gegen Pablo Carreño Busta und Feliciano López bestritten. Mit 6:3 und 6:4 siegten die Serben und sicherten sich so den Turniersieg.

## Modus
Insgesamt qualifizierten sich 24 Nationen für das Turnier, die auf sechs Gruppen à vier Mannschaften aufgeteilt wurden. Die Mannschaften qualifizieren sich über die ATP-Weltrangliste ausgehend vom bestplatzierten Spieler einer Nation. Um als Nation zum Turnier zulassungsberechtigt gewesen zu sein, musste sie mindestens drei Spieler in der Weltrangliste notiert haben, zwei davon mit einer Platzierung im Einzel. Sollte sich der Gastgeber nicht qualifiziert haben, bekam er automatisch eine Wildcard.
Die Mannschaften traten in der Gruppenphase zweimal im Einzel und einmal im Doppel gegeneinander an. Die Aufeinandertreffen folgten jeweils einer festgelegten Reihenfolge: Zunächst trafen die zweitbesten Einzelspieler eines jeden Teams aufeinander, daraufhin die besten Einzelspieler. Zuletzt folgte, auch wenn ein Team bereits uneinholbar in Führung lag, ein Doppel. Die sechs Gruppensieger und die zwei besten Gruppenzweiten qualifizierten sich für das Viertelfinale. Mit diesem wurde die K.-o.-Phase eingeläutet, beginnend mit einem Viertelfinale.

## Weltranglistenpunkte
Beim ATP Cup wurden Weltranglistenpunkte vergeben. Während im Einzel die Anzahl der möglichen Punkte von der Ranglistenposition des Gegners abhing, spielte die Position der Gegner im Doppel keine Rolle.
| Spielform | Weltranglistenposition | Runde         | Punkte pro Sieg gegen entsprechend in der Weltrangliste geführten Gegner | Punkte pro Sieg gegen entsprechend in der Weltrangliste geführten Gegner | Punkte pro Sieg gegen entsprechend in der Weltrangliste geführten Gegner | Punkte pro Sieg gegen entsprechend in der Weltrangliste geführten Gegner | Punkte pro Sieg gegen entsprechend in der Weltrangliste geführten Gegner | Punkte pro Sieg gegen entsprechend in der Weltrangliste geführten Gegner |
| Spielform | Weltranglistenposition | Runde         | Nr. 1–10                                                                 | Nr. 11–20                                                                | Nr. 21–30                                                                | Nr. 31–50                                                                | Nr. 51–100                                                               | Nr. 101+                                                                 |
| --------- | ---------------------- | ------------- | ------------------------------------------------------------------------ | ------------------------------------------------------------------------ | ------------------------------------------------------------------------ | ------------------------------------------------------------------------ | ------------------------------------------------------------------------ | ------------------------------------------------------------------------ |
| Einzel    | Nr. 1–300              | Finale        | 250                                                                      | 200                                                                      | 150                                                                      | 105                                                                      | 75                                                                       | 50                                                                       |
| Einzel    | Nr. 1–300              | Halbfinale    | 180                                                                      | 140                                                                      | 105                                                                      | 75                                                                       | 50                                                                       | 35                                                                       |
| Einzel    | Nr. 1–300              | Viertelfinale | 120                                                                      | 100                                                                      | 75                                                                       | 50                                                                       | 35                                                                       | 25                                                                       |
| Einzel    | Nr. 1–300              | Gruppenphase  | 75                                                                       | 65                                                                       | 50                                                                       | 35                                                                       | 25                                                                       | 20                                                                       |
| Einzel    | Nr. 301+               | Finale        | 85                                                                       | 85                                                                       | 85                                                                       | 85                                                                       | 85                                                                       | 55                                                                       |
| Einzel    | Nr. 301+               | Halbfinale    | 55                                                                       | 55                                                                       | 55                                                                       | 55                                                                       | 55                                                                       | 35                                                                       |
| Einzel    | Nr. 301+               | Viertelfinale | 35                                                                       | 35                                                                       | 35                                                                       | 35                                                                       | 35                                                                       | 25                                                                       |
| Einzel    | Nr. 301+               | Gruppenphase  | 25                                                                       | 25                                                                       | 25                                                                       | 25                                                                       | 25                                                                       | 15                                                                       |
| Doppel    | Irrelevant             | Finale        | 80                                                                       | 80                                                                       | 80                                                                       | 80                                                                       | 80                                                                       | 80                                                                       |
| Doppel    | Irrelevant             | Halbfinale    | 75                                                                       | 75                                                                       | 75                                                                       | 75                                                                       | 75                                                                       | 75                                                                       |
| Doppel    | Irrelevant             | Viertelfinale | 55                                                                       | 55                                                                       | 55                                                                       | 55                                                                       | 55                                                                       | 55                                                                       |
| Doppel    | Irrelevant             | Gruppenphase  | 40                                                                       | 40                                                                       | 40                                                                       | 40                                                                       | 40                                                                       | 40                                                                       |

## Vorrunde

### Gruppe A

#### Tabelle
| Pos. | Nation     | Bilanz | Matches | Sätze | Spiele  |
| ---- | ---------- | ------ | ------- | ----- | ------- |
| 1    | Serbien    | 3:0    | 7:2     | 15:6  | 114:92  |
| 2    | Südafrika  | 2:1    | 5:4     | 12:10 | 102:101 |
| 3    | Frankreich | 1:2    | 4:5     | 10:13 | 110:110 |
| 4    | Chile      | 0:3    | 2:7     | 6:14  | 81:104  |

#### Ergebnisse
Frankreich – Chile
| \| 2 1 \| Austragungsort: Brisbane Datum: 4. Januar 2020 Spieloberfläche: Hartplatz \| |                                                                           |                |
| Spieler                                                                                | Spieler                                                                   | Ergebnis       |
| Benoît Paire                                                                           | Nicolás Jarry                                                             | 6:73, 6:3, 6:3 |
| Gaël Monfils                                                                           | Cristian Garín                                                            | 6:3, 7:5       |
| Nicolas Mahut Édouard Roger-Vasselin                                                   | Cristian Garín Nicolás Jarry                                              | 5:7, 2:6       |
| 2 1                                                                                    | Austragungsort: Brisbane Datum: 4. Januar 2020 Spieloberfläche: Hartplatz |                |

Serbien – Südafrika
| \| 3 0 \| Austragungsort: Brisbane Datum: 4. Januar 2020 Spieloberfläche: Hartplatz \| |                                                                           |                |
| Spieler                                                                                | Spieler                                                                   | Ergebnis       |
| Dušan Lajović                                                                          | Lloyd Harris                                                              | 3:6, 7:64, 6:3 |
| Novak Đoković                                                                          | Kevin Anderson                                                            | 7:65, 7:66     |
| Nikola Čačić Viktor Troicki                                                            | Raven Klaasen Ruan Roelofse                                               | 6:3, 6:2       |
| 3 0                                                                                    | Austragungsort: Brisbane Datum: 4. Januar 2020 Spieloberfläche: Hartplatz |                |

Südafrika – Chile
| \| 3 0 \| Austragungsort: Brisbane Datum: 6. Januar 2020 Spieloberfläche: Hartplatz \| |                                                                           |                  |
| Spieler                                                                                | Spieler                                                                   | Ergebnis         |
| Lloyd Harris                                                                           | Nicolás Jarry                                                             | 6:4, 6:4         |
| Kevin Anderson                                                                         | Cristian Garín                                                            | 6:0, 6:3         |
| Raven Klaasen Ruan Roelofse                                                            | Cristian Garín Nicolás Jarry                                              | 1:6, 6:3, [10:7] |
| 3 0                                                                                    | Austragungsort: Brisbane Datum: 6. Januar 2020 Spieloberfläche: Hartplatz |                  |

Serbien – Frankreich
| \| 2 1 \| Austragungsort: Brisbane Datum: 6. Januar 2020 Spieloberfläche: Hartplatz \| |                                                                           |                   |
| Spieler                                                                                | Spieler                                                                   | Ergebnis          |
| Dušan Lajović                                                                          | Benoît Paire                                                              | 2:6, 7:66, 4:6    |
| Novak Đoković                                                                          | Gaël Monfils                                                              | 6:3, 6:2          |
| Novak Đoković Viktor Troicki                                                           | Nicolas Mahut Édouard Roger-Vasselin                                      | 6:3, 6:75, [10:3] |
| 2 1                                                                                    | Austragungsort: Brisbane Datum: 6. Januar 2020 Spieloberfläche: Hartplatz |                   |

Serbien – Chile
| \| 2 1 \| Austragungsort: Brisbane Datum: 8. Januar 2020 Spieloberfläche: Hartplatz \| |                                                                           |           |
| Spieler                                                                                | Spieler                                                                   | Ergebnis  |
| Dušan Lajović                                                                          | Nicolás Jarry                                                             | 6:2, 7:63 |
| Novak Đoković                                                                          | Cristian Garín                                                            | 6:3, 6:3  |
| Nikola Čačić Viktor Troicki                                                            | Nicolás Jarry Alejandro Tabilo                                            | 3:6, 6:72 |
| 2 1                                                                                    | Austragungsort: Brisbane Datum: 8. Januar 2020 Spieloberfläche: Hartplatz |           |

Frankreich – Südafrika
| \| 1 2 \| Austragungsort: Brisbane Datum: 8. Januar 2020 Spieloberfläche: Hartplatz \| |                                                                           |                 |
| Spieler                                                                                | Spieler                                                                   | Ergebnis        |
| Gilles Simon                                                                           | Lloyd Harris                                                              | 2:6, 6:2, 6:2   |
| Benoît Paire                                                                           | Kevin Anderson                                                            | 6:2, 6:71, 6:75 |
| Nicolas Mahut Édouard Roger-Vasselin                                                   | Raven Klaasen Ruan Roelofse                                               | 3:6, 4:6        |
| 1 2                                                                                    | Austragungsort: Brisbane Datum: 8. Januar 2020 Spieloberfläche: Hartplatz |                 |

### Gruppe B

#### Tabelle
| Pos. | Nation   | Bilanz | Matches | Sätze | Spiele |
| ---- | -------- | ------ | ------- | ----- | ------ |
| 1    | Spanien  | 3:0    | 9:0     | 18:2  | 108:56 |
| 2    | Japan    | 2:1    | 5:4     | 11:9  | 99:80  |
| 3    | Georgien | 1:2    | 3:6     | 7:13  | 72:100 |
| 4    | Uruguay  | 0:3    | 1:8     | 4:16  | 57:100 |

#### Ergebnisse
Japan – Uruguay
| \| 3 0 \| Austragungsort: Perth Datum: 4. Januar 2020 Spieloberfläche: Hartplatz \| |                                                                        |           |
| Spieler                                                                             | Spieler                                                                | Ergebnis  |
| Gō Soeda                                                                            | Martín Cuevas                                                          | 6:1, 6:3  |
| Yoshihito Nishioka                                                                  | Pablo Cuevas                                                           | 6:0, 6:1  |
| Toshihide Matsui Ben McLachlan                                                      | Ariel Behar Pablo Cuevas                                               | 7:65, 6:4 |
| 3 0                                                                                 | Austragungsort: Perth Datum: 4. Januar 2020 Spieloberfläche: Hartplatz |           |

Spanien – Georgien
| \| 3 0 \| Austragungsort: Perth Datum: 4. Januar 2020 Spieloberfläche: Hartplatz \| |                                                                        |          |
| Spieler                                                                             | Spieler                                                                | Ergebnis |
| Roberto Bautista Agut                                                               | Aleksandre Metreweli                                                   | 6:0, 6:0 |
| Rafael Nadal                                                                        | Nikolos Bassilaschwili                                                 | 6:3, 7:5 |
| Pablo Carreño Busta Feliciano López                                                 | Aleksandre Bakschi Giorgi Ziwadse                                      | 6:3, 6:4 |
| 3 0                                                                                 | Austragungsort: Perth Datum: 4. Januar 2020 Spieloberfläche: Hartplatz |          |

Japan – Georgien
| \| 2 1 \| Austragungsort: Perth Datum: 6. Januar 2020 Spieloberfläche: Hartplatz \| |                                                                        |               |
| Spieler                                                                             | Spieler                                                                | Ergebnis      |
| Gō Soeda                                                                            | Aleksandre Metreweli                                                   | 4:6, 6:3, 6:2 |
| Yoshihito Nishioka                                                                  | Nikolos Bassilaschwili                                                 | 6:2, 6:3      |
| Toshihide Matsui Ben McLachlan                                                      | Aleksandre Bakschi Sura Tkemaladse                                     | 2:6, 4:6      |
| 2 1                                                                                 | Austragungsort: Perth Datum: 6. Januar 2020 Spieloberfläche: Hartplatz |               |

Spanien – Uruguay
| \| 3 0 \| Austragungsort: Perth Datum: 6. Januar 2020 Spieloberfläche: Hartplatz \| |                                                                        |                  |
| Spieler                                                                             | Spieler                                                                | Ergebnis         |
| Roberto Bautista Agut                                                               | Franco Roncadelli                                                      | 6:1, 6:2         |
| Rafael Nadal                                                                        | Pablo Cuevas                                                           | 6:2, 6:1         |
| Pablo Carreño Busta Feliciano López                                                 | Ariel Behar Juan Martín Fumeaux                                        | 6:1, 3:6, [10:3] |
| 3 0                                                                                 | Austragungsort: Perth Datum: 6. Januar 2020 Spieloberfläche: Hartplatz |                  |

Spanien – Japan
| \| 3 0 \| Austragungsort: Perth Datum: 8. Januar 2020 Spieloberfläche: Hartplatz \| |                                                                        |                   |
| Spieler                                                                             | Spieler                                                                | Ergebnis          |
| Roberto Bautista Agut                                                               | Gō Soeda                                                               | 6:2, 6:4          |
| Rafael Nadal                                                                        | Yoshihito Nishioka                                                     | 7:64, 6:4         |
| Pablo Carreño Busta Rafael Nadal                                                    | Ben McLachlan Gō Soeda                                                 | 7:65, 4:6, [10:6] |
| 3 0                                                                                 | Austragungsort: Perth Datum: 8. Januar 2020 Spieloberfläche: Hartplatz |                   |

Georgien – Uruguay
| \| 2 1 \| Austragungsort: Perth Datum: 8. Januar 2020 Spieloberfläche: Hartplatz \| |                                                                        |               |
| Spieler                                                                             | Spieler                                                                | Ergebnis      |
| Aleksandre Metreweli                                                                | Franco Roncadelli                                                      | 6:2, 6:1      |
| Nikolos Bassilaschwili                                                              | Pablo Cuevas                                                           | 6:4, 1:6, 6:4 |
| Aleksandre Bakschi Aleksandre Metreweli                                             | Ariel Behar Pablo Cuevas                                               | 2:6, 2:6      |
| 2 1                                                                                 | Austragungsort: Perth Datum: 8. Januar 2020 Spieloberfläche: Hartplatz |               |

### Gruppe C

#### Tabelle
| Pos. | Nation         | Bilanz | Matches | Sätze | Spiele |
| ---- | -------------- | ------ | ------- | ----- | ------ |
| 1    | Großbritannien | 2:1    | 6:3     | 14:7  | 106:80 |
| 2    | Belgien        | 2:1    | 6:3     | 12:10 | 103:97 |
| 3    | Bulgarien      | 2:1    | 5:4     | 13:10 | 105:92 |
| 4    | Moldau         | 0:3    | 1:8     | 4:16  | 71:116 |

#### Ergebnisse
Belgien – Moldawien
| \| 3 0 \| Austragungsort: Sydney Datum: 3. Januar 2020 Spieloberfläche: Hartplatz \| |                                                                         |                    |
| Spieler                                                                              | Spieler                                                                 | Ergebnis           |
| Steve Darcis                                                                         | Alexander Cozbinov                                                      | 6:4, 6:74, 7:5     |
| David Goffin                                                                         | Radu Albot                                                              | 6:4, 6:1           |
| Sander Gillé Joran Vliegen                                                           | Radu Albot Alexander Cozbinov                                           | 6:75, 7:64, [11:9] |
| 3 0                                                                                  | Austragungsort: Sydney Datum: 3. Januar 2020 Spieloberfläche: Hartplatz |                    |

Großbritannien – Bulgarien
| \| 1 2 \| Austragungsort: Sydney Datum: 3. Januar 2020 Spieloberfläche: Hartplatz \| |                                                                         |                    |
| Spieler                                                                              | Spieler                                                                 | Ergebnis           |
| Cameron Norrie                                                                       | Dimitar Kusmanow                                                        | 6:2, 3:6, 6:2      |
| Daniel Evans                                                                         | Grigor Dimitrow                                                         | 6:2, 4:6, 1:6      |
| Jamie Murray Joe Salisbury                                                           | Grigor Dimitrow Aleksandar Lasarow                                      | 6:75, 7:62, [9:11] |
| 1 2                                                                                  | Austragungsort: Sydney Datum: 3. Januar 2020 Spieloberfläche: Hartplatz |                    |

Bulgarien – Moldawien
| \| 2 1 \| Austragungsort: Sydney Datum: 5. Januar 2020 Spieloberfläche: Hartplatz \| |                                                                         |           |
| Spieler                                                                              | Spieler                                                                 | Ergebnis  |
| Dimitar Kusmanow                                                                     | Alexander Cozbinov                                                      | 6:1, 7:5  |
| Grigor Dimitrow                                                                      | Radu Albot                                                              | 6:2, 6:3  |
| Grigor Dimitrow Aleksandar Lasarow                                                   | Radu Albot Alexander Cozbinov                                           | 4:6, 6:74 |
| 2 1                                                                                  | Austragungsort: Sydney Datum: 5. Januar 2020 Spieloberfläche: Hartplatz |           |

Belgien – Großbritannien
| \| 1 2 \| Austragungsort: Sydney Datum: 5. Januar 2020 Spieloberfläche: Hartplatz \| |                                                                         |           |
| Spieler                                                                              | Spieler                                                                 | Ergebnis  |
| Steve Darcis                                                                         | Cameron Norrie                                                          | 6:2, 6:4  |
| David Goffin                                                                         | Daniel Evans                                                            | 4:6, 4:6  |
| Sander Gillé Joran Vliegen                                                           | Jamie Murray Joe Salisbury                                              | 3:6, 6:77 |
| 1 2                                                                                  | Austragungsort: Sydney Datum: 5. Januar 2020 Spieloberfläche: Hartplatz |           |

Großbritannien – Moldawien
| \| 3 0 \| Austragungsort: Sydney Datum: 7. Januar 2020 Spieloberfläche: Hartplatz \| |                                                                         |          |
| Spieler                                                                              | Spieler                                                                 | Ergebnis |
| Cameron Norrie                                                                       | Alexander Cozbinov                                                      | 6:2, 6:2 |
| Daniel Evans                                                                         | Radu Albot                                                              | 6:2, 6:2 |
| Jamie Murray Joe Salisbury                                                           | Radu Albot Alexander Cozbinov                                           | 6:2, 6:3 |
| 3 0                                                                                  | Austragungsort: Sydney Datum: 7. Januar 2020 Spieloberfläche: Hartplatz |          |

Belgien – Bulgarien
| \| 2 1 \| Austragungsort: Sydney Datum: 7. Januar 2020 Spieloberfläche: Hartplatz \| |                                                                         |                  |
| Spieler                                                                              | Spieler                                                                 | Ergebnis         |
| Steve Darcis                                                                         | Dimitar Kusmanow                                                        | 0:6, 3:6         |
| David Goffin                                                                         | Grigor Dimitrow                                                         | 4:6, 6:2, 6:2    |
| Sander Gillé Joran Vliegen                                                           | Grigor Dimitrow Aleksandar Lasarow                                      | 3:6, 6:4, [10:7] |
| 2 1                                                                                  | Austragungsort: Sydney Datum: 7. Januar 2020 Spieloberfläche: Hartplatz |                  |

### Gruppe D

#### Tabelle
| Pos. | Nation             | Bilanz | Matches | Sätze | Spiele  |
| ---- | ------------------ | ------ | ------- | ----- | ------- |
| 1    | Russland           | 3:0    | 8:1     | 16:4  | 111:75  |
| 2    | Italien            | 2:1    | 5:4     | 11:9  | 94:94   |
| 3    | Norwegen           | 1:2    | 3:6     | 6:14  | 80:106  |
| 4    | Vereinigte Staaten | 0:3    | 2:7     | 8:14  | 100:110 |

#### Ergebnisse
Vereinigte Staaten – Norwegen
| \| 1 2 \| Austragungsort: Perth Datum: 3. Januar 2020 Spieloberfläche: Hartplatz \| |                                                                        |                  |
| Spieler                                                                             | Spieler                                                                | Ergebnis         |
| Taylor Fritz                                                                        | Viktor Durasovic                                                       | 6:2, 6:2         |
| John Isner                                                                          | Casper Ruud                                                            | 7:63, 6:710, 5:7 |
| Austin Krajicek Rajeev Ram                                                          | Viktor Durasovic Casper Ruud                                           | 6:4, 3:6, [5:10] |
| 1 2                                                                                 | Austragungsort: Perth Datum: 3. Januar 2020 Spieloberfläche: Hartplatz |                  |

Russland – Italien
| \| 3 0 \| Austragungsort: Perth Datum: 3. Januar 2020 Spieloberfläche: Hartplatz \| |                                                                        |               |
| Spieler                                                                             | Spieler                                                                | Ergebnis      |
| Karen Chatschanow                                                                   | Stefano Travaglia                                                      | 7:5, 6:3      |
| Daniil Medwedew                                                                     | Fabio Fognini                                                          | 1:6, 6:1, 6:3 |
| Karen Chatschanow Daniil Medwedew                                                   | Simone Bolelli Paolo Lorenzi                                           | 6:4, 6:3      |
| 3 0                                                                                 | Austragungsort: Perth Datum: 3. Januar 2020 Spieloberfläche: Hartplatz |               |

Italien – Norwegen
| \| 2 1 \| Austragungsort: Perth Datum: 5. Januar 2020 Spieloberfläche: Hartplatz \| |                                                                        |           |
| Spieler                                                                             | Spieler                                                                | Ergebnis  |
| Stefano Travaglia                                                                   | Viktor Durasovic                                                       | 6:1, 6:1  |
| Fabio Fognini                                                                       | Casper Ruud                                                            | 2:6, 2:6  |
| Simone Bolelli Fabio Fognini                                                        | Viktor Durasovic Casper Ruud                                           | 6:3, 7:63 |
| 2 1                                                                                 | Austragungsort: Perth Datum: 5. Januar 2020 Spieloberfläche: Hartplatz |           |

Russland – Vereinigte Staaten
| \| 2 1 \| Austragungsort: Perth Datum: 5. Januar 2020 Spieloberfläche: Hartplatz \| |                                                                        |               |
| Spieler                                                                             | Spieler                                                                | Ergebnis      |
| Karen Chatschanow                                                                   | Taylor Fritz                                                           | 3:6, 7:5, 6:1 |
| Daniil Medwedew                                                                     | John Isner                                                             | 6:3, 6:1      |
| Karen Chatschanow Daniil Medwedew                                                   | Austin Krajicek Rajeev Ram                                             | 3:6, 4:6      |
| 2 1                                                                                 | Austragungsort: Perth Datum: 5. Januar 2020 Spieloberfläche: Hartplatz |               |

Russland – Norwegen
| \| 3 0 \| Austragungsort: Perth Datum: 7. Januar 2020 Spieloberfläche: Hartplatz \| |                                                                        |           |
| Spieler                                                                             | Spieler                                                                | Ergebnis  |
| Karen Chatschanow                                                                   | Viktor Durasovic                                                       | 6:2, 6:1  |
| Daniil Medwedew                                                                     | Casper Ruud                                                            | 6:3, 7:66 |
| Teimuras Gabaschwili Konstantin Krawtschuk                                          | Viktor Durasovic Casper Ruud                                           | 7:64, 6:4 |
| 3 0                                                                                 | Austragungsort: Perth Datum: 7. Januar 2020 Spieloberfläche: Hartplatz |           |

Italien – Vereinigte Staaten
| \| 3 0 \| Austragungsort: Perth Datum: 7. Januar 2020 Spieloberfläche: Hartplatz \| |                                                                        |                   |
| Spieler                                                                             | Spieler                                                                | Ergebnis          |
| Stefano Travaglia                                                                   | Taylor Fritz                                                           | 7:63, 7:61        |
| Fabio Fognini                                                                       | John Isner                                                             | 6:4, 7:65         |
| Simone Bolelli Fabio Fognini                                                        | Austin Krajicek Rajeev Ram                                             | 6:4, 6:75, [10:3] |
| 3 0                                                                                 | Austragungsort: Perth Datum: 7. Januar 2020 Spieloberfläche: Hartplatz |                   |

### Gruppe E

#### Tabelle
| Pos. | Nation      | Bilanz | Matches | Sätze | Spiele  |
| ---- | ----------- | ------ | ------- | ----- | ------- |
| 1    | Argentinien | 2:1    | 5:4     | 12:10 | 100:91  |
| 2    | Kroatien    | 2:1    | 5:4     | 11:10 | 97:98   |
| 3    | Polen       | 1:2    | 4:5     | 10:13 | 101:111 |
| 4    | Österreich  | 1:2    | 4:5     | 12:12 | 120:118 |

#### Ergebnisse
Argentinien – Polen
| \| 2 1 \| Austragungsort: Sydney Datum: 4. Januar 2020 Spieloberfläche: Hartplatz \| |                                                                         |               |
| Spieler                                                                              | Spieler                                                                 | Ergebnis      |
| Guido Pella                                                                          | Kamil Majchrzak                                                         | 6:2, 2:6, 6:2 |
| Diego Schwartzman                                                                    | Hubert Hurkacz                                                          | 6:4, 2:6, 3:6 |
| Máximo González Andrés Molteni                                                       | Hubert Hurkacz Łukasz Kubot                                             | 6:2, 6:4      |
| 2 1                                                                                  | Austragungsort: Sydney Datum: 4. Januar 2020 Spieloberfläche: Hartplatz |               |

Österreich – Kroatien
| \| 0 3 \| Austragungsort: Sydney Datum: 4. Januar 2020 Spieloberfläche: Hartplatz \| |                                                                         |                |
| Spieler                                                                              | Spieler                                                                 | Ergebnis       |
| Dennis Novak                                                                         | Marin Čilić                                                             | 7:64, 4:6, 4:6 |
| Dominic Thiem                                                                        | Borna Ćorić                                                             | 6:74, 6:2, 3:6 |
| Oliver Marach Jürgen Melzer                                                          | Ivan Dodig Nikola Mektić                                                | 6:74, 2:6      |
| 0 3                                                                                  | Austragungsort: Sydney Datum: 4. Januar 2020 Spieloberfläche: Hartplatz |                |

Kroatien – Polen
| \| 2 1 \| Austragungsort: Sydney Datum: 6. Januar 2020 Spieloberfläche: Hartplatz \| |                                                                         |           |
| Spieler                                                                              | Spieler                                                                 | Ergebnis  |
| Marin Čilić                                                                          | Kacper Żuk                                                              | 7:68, 6:4 |
| Borna Ćorić                                                                          | Hubert Hurkacz                                                          | 2:6, 2:6  |
| Ivan Dodig Nikola Mektić                                                             | Hubert Hurkacz Łukasz Kubot                                             | 6:2, 6:1  |
| 2 1                                                                                  | Austragungsort: Sydney Datum: 6. Januar 2020 Spieloberfläche: Hartplatz |           |

Österreich – Argentinien
| \| 3 0 \| Austragungsort: Sydney Datum: 6. Januar 2020 Spieloberfläche: Hartplatz \| |                                                                         |               |
| Spieler                                                                              | Spieler                                                                 | Ergebnis      |
| Dennis Novak                                                                         | Guido Pella                                                             | 0:6, 6:4, 6:4 |
| Dominic Thiem                                                                        | Diego Schwartzman                                                       | 6:3, 7:63     |
| Oliver Marach Jürgen Melzer                                                          | Máximo González Andrés Molteni                                          | 6:1, 6:4      |
| 3 0                                                                                  | Austragungsort: Sydney Datum: 6. Januar 2020 Spieloberfläche: Hartplatz |               |

Österreich – Polen
| \| 1 2 \| Austragungsort: Sydney Datum: 8. Januar 2020 Spieloberfläche: Hartplatz \| |                                                                         |                   |
| Spieler                                                                              | Spieler                                                                 | Ergebnis          |
| Dennis Novak                                                                         | Kacper Żuk                                                              | 7:5, 6:73, 3:6    |
| Dominic Thiem                                                                        | Hubert Hurkacz                                                          | 6:3, 4:6, 6:75    |
| Oliver Marach Jürgen Melzer                                                          | Hubert Hurkacz Łukasz Kubot                                             | 6:73, 6:4, [11:9] |
| 1 2                                                                                  | Austragungsort: Sydney Datum: 8. Januar 2020 Spieloberfläche: Hartplatz |                   |

Kroatien – Argentinien
| \| 0 3 \| Austragungsort: Sydney Datum: 8. Januar 2020 Spieloberfläche: Hartplatz \| |                                                                         |                  |
| Spieler                                                                              | Spieler                                                                 | Ergebnis         |
| Marin Čilić                                                                          | Guido Pella                                                             | 6:71, 3:6        |
| Borna Ćorić                                                                          | Diego Schwartzman                                                       | 2:6, 2:6         |
| Ivan Dodig Nikola Mektić                                                             | Máximo González Andrés Molteni                                          | 6:3, 3:6, [2:10] |
| 0 3                                                                                  | Austragungsort: Sydney Datum: 8. Januar 2020 Spieloberfläche: Hartplatz |                  |

### Gruppe F

#### Tabelle
| Pos. | Nation       | Bilanz | Matches | Sätze | Spiele  |
| ---- | ------------ | ------ | ------- | ----- | ------- |
| 1    | Australien   | 3:0    | 9:0     | 18:5  | 132:101 |
| 2    | Kanada       | 2:1    | 5:4     | 12:8  | 99:87   |
| 3    | Deutschland  | 1:2    | 3:6     | 7:13  | 83:98   |
| 4    | Griechenland | 0:3    | 1:8     | 5:16  | 86:114  |

#### Ergebnisse
Griechenland – Kanada
| \| 0 3 \| Austragungsort: Brisbane Datum: 3. Januar 2020 Spieloberfläche: Hartplatz \| |                                                                           |            |
| Spieler                                                                                | Spieler                                                                   | Ergebnis   |
| Michail Pervolarakis                                                                   | Félix Auger-Aliassime                                                     | 1:6, 3:6   |
| Stefanos Tsitsipas                                                                     | Denis Shapovalov                                                          | 6:76, 6:74 |
| Michail Pervolarakis Petros Tsitsipas                                                  | Félix Auger-Aliassime Denis Shapovalov                                    | 2:6, 3:6   |
| 0 3                                                                                    | Austragungsort: Brisbane Datum: 3. Januar 2020 Spieloberfläche: Hartplatz |            |

Deutschland – Australien
| \| 0 3 \| Austragungsort: Brisbane Datum: 3. Januar 2020 Spieloberfläche: Hartplatz \| |                                                                           |                |
| Spieler                                                                                | Spieler                                                                   | Ergebnis       |
| Jan-Lennard Struff                                                                     | Nick Kyrgios                                                              | 4:6, 6:74      |
| Alexander Zverev                                                                       | Alex de Minaur                                                            | 6:4, 6:73, 2:6 |
| Kevin Krawietz Andreas Mies                                                            | Chris Guccione John Peers                                                 | 3:6, 4:6       |
| 0 3                                                                                    | Austragungsort: Brisbane Datum: 3. Januar 2020 Spieloberfläche: Hartplatz |                |

Kanada – Australien
| \| 0 3 \| Austragungsort: Brisbane Datum: 5. Januar 2020 Spieloberfläche: Hartplatz \| |                                                                           |                   |
| Spieler                                                                                | Spieler                                                                   | Ergebnis          |
| Félix Auger-Aliassime                                                                  | John Millman                                                              | 4:6, 2:6          |
| Denis Shapovalov                                                                       | Alex de Minaur                                                            | 7:66, 4:6, 2:6    |
| Félix Auger-Aliassime Adil Shamasdin                                                   | Chris Guccione John Peers                                                 | 6:3, 6:73, [8:10] |
| 0 3                                                                                    | Austragungsort: Brisbane Datum: 5. Januar 2020 Spieloberfläche: Hartplatz |                   |

Deutschland – Griechenland
| \| 2 1 \| Austragungsort: Brisbane Datum: 5. Januar 2020 Spieloberfläche: Hartplatz \| |                                                                           |                   |
| Spieler                                                                                | Spieler                                                                   | Ergebnis          |
| Jan-Lennard Struff                                                                     | Michail Pervolarakis                                                      | 6:4, 6:1          |
| Alexander Zverev                                                                       | Stefanos Tsitsipas                                                        | 1:6, 4:6          |
| Kevin Krawietz Andreas Mies                                                            | Michail Pervolarakis Stefanos Tsitsipas                                   | 3:6, 6:3, [17:15] |
| 2 1                                                                                    | Austragungsort: Brisbane Datum: 5. Januar 2020 Spieloberfläche: Hartplatz |                   |

Deutschland – Kanada
| \| 1 2 \| Austragungsort: Brisbane Datum: 7. Januar 2020 Spieloberfläche: Hartplatz \| |                                                                           |           |
| Spieler                                                                                | Spieler                                                                   | Ergebnis  |
| Jan-Lennard Struff                                                                     | Félix Auger-Aliassime                                                     | 6:1, 6:4  |
| Alexander Zverev                                                                       | Denis Shapovalov                                                          | 2:6, 2:6  |
| Kevin Krawietz Andreas Mies                                                            | Félix Auger-Aliassime Denis Shapovalov                                    | 3:6, 6:74 |
| 1 2                                                                                    | Austragungsort: Brisbane Datum: 7. Januar 2020 Spieloberfläche: Hartplatz |           |

Griechenland – Australien
| \| 0 3 \| Austragungsort: Brisbane Datum: 7. Januar 2020 Spieloberfläche: Hartplatz \| |                                                                           |                  |
| Spieler                                                                                | Spieler                                                                   | Ergebnis         |
| Michail Pervolarakis                                                                   | John Millman                                                              | 6:4, 1:6, 6:71   |
| Stefanos Tsitsipas                                                                     | Nick Kyrgios                                                              | 6:77, 7:63, 6:75 |
| Markos Kalovelonis Petros Tsitsipas                                                    | Chris Guccione John Peers                                                 | 3:6, 4:6         |
| 0 3                                                                                    | Austragungsort: Brisbane Datum: 7. Januar 2020 Spieloberfläche: Hartplatz |                  |

## Finalrunde
| Viertelfinale 9.–10. Januar | Viertelfinale 9.–10. Januar | Viertelfinale 9.–10. Januar |            |                | Halbfinale 11. Januar | Halbfinale 11. Januar | Halbfinale 11. Januar |  |  | Finale 12. Januar | Finale 12. Januar | Finale 12. Januar |
|                             |                             |                             |            |                |                       |                       |                       |  |  |                   |                   |                   |
| Serbien                     | Serbien                     | 3                           |            |                |                       |                       |                       |  |  |                   |                   |                   |
| Kanada                      | Kanada                      | 0                           |            |                |                       |                       |                       |  |  |                   |                   |                   |
| Kanada                      | Kanada                      | 0                           | Serbien    | Serbien        | 3                     |                       |                       |  |  |                   |                   |                   |
|                             |                             |                             | Serbien    | Serbien        | 3                     |                       |                       |  |  |                   |                   |                   |
|                             | Russland                    | Russland                    | 0          |                |                       |                       |                       |  |  |                   |                   |                   |
| Argentinien                 | Russland                    | Russland                    | 0          | Argentinien    | 0                     |                       |                       |  |  |                   |                   |                   |
| Argentinien                 |                             |                             |            | Argentinien    | 0                     |                       |                       |  |  |                   |                   |                   |
| Russland                    | Russland                    | 3                           |            |                |                       |                       |                       |  |  |                   |                   |                   |
| Russland                    | Russland                    | 3                           | Serbien    | Serbien        | 2                     |                       |                       |  |  |                   |                   |                   |
|                             |                             |                             |            | Serbien        | 2                     |                       |                       |  |  |                   |                   |                   |
|                             | Spanien                     | Spanien                     | 1          |                |                       |                       |                       |  |  |                   |                   |                   |
| Vereinigtes Konigreich      | Spanien                     | Spanien                     | 1          | Großbritannien | 1                     |                       |                       |  |  |                   |                   |                   |
| Vereinigtes Konigreich      |                             |                             |            | Großbritannien | 1                     |                       |                       |  |  |                   |                   |                   |
| Australien                  | Australien                  | 2                           |            |                |                       |                       |                       |  |  |                   |                   |                   |
| Australien                  | Australien                  | 2                           | Australien | Australien     | 0                     |                       |                       |  |  |                   |                   |                   |
|                             |                             |                             | Australien | Australien     | 0                     |                       |                       |  |  |                   |                   |                   |
|                             | Spanien                     | Spanien                     | 3          |                |                       |                       |                       |  |  |                   |                   |                   |
| Belgien                     | Spanien                     | Spanien                     | 3          | Belgien        | 1                     |                       |                       |  |  |                   |                   |                   |
| Belgien                     |                             |                             |            | Belgien        | 1                     |                       |                       |  |  |                   |                   |                   |
| Spanien                     | Spanien                     | 2                           |            |                |                       |                       |                       |  |  |                   |                   |                   |

### Viertelfinale
Großbritannien – Australien
| \| 1 2 \| Austragungsort: Sydney Datum: 9. Januar 2020 Spieloberfläche: Hartplatz \| |                                                                         |                   |
| Spieler                                                                              | Spieler                                                                 | Ergebnis          |
| Cameron Norrie                                                                       | Nick Kyrgios                                                            | 2:6, 2:6          |
| Daniel Evans                                                                         | Alex de Minaur                                                          | 7:64, 4:6, 7:62   |
| Jamie Murray Joe Salisbury                                                           | Alex de Minaur Nick Kyrgios                                             | 6:3, 3:6, [16:18] |
| 1 2                                                                                  | Austragungsort: Sydney Datum: 9. Januar 2020 Spieloberfläche: Hartplatz |                   |

Argentinien – Russland
| \| 0 3 \| Austragungsort: Sydney Datum: 9. Januar 2020 Spieloberfläche: Hartplatz \| |                                                                         |               |
| Spieler                                                                              | Spieler                                                                 | Ergebnis      |
| Guido Pella                                                                          | Karen Chatschanow                                                       | 2:6, 6:74     |
| Diego Schwartzman                                                                    | Daniil Medwedew                                                         | 4:6, 6:4, 3:6 |
| Máximo González Andrés Molteni                                                       | Teimuras Gabaschwili Konstantin Krawtschuk                              | 6:75, 4:6     |
| 0 3                                                                                  | Austragungsort: Sydney Datum: 9. Januar 2020 Spieloberfläche: Hartplatz |               |

Serbien – Kanada
| \| 3 0 \| Austragungsort: Sydney Datum: 10. Januar 2020 Spieloberfläche: Hartplatz \| |                                                                          |                |
| Spieler                                                                               | Spieler                                                                  | Ergebnis       |
| Dušan Lajović                                                                         | Félix Auger-Aliassime                                                    | 6:4, 6:2       |
| Novak Đoković                                                                         | Denis Shapovalov                                                         | 4:6, 6:1, 7:64 |
| Nikola Čačić Viktor Troicki                                                           | Peter Polansky Adil Shamasdin                                            | 6:3, 6:2       |
| 3 0                                                                                   | Austragungsort: Sydney Datum: 10. Januar 2020 Spieloberfläche: Hartplatz |                |

Belgien – Spanien
| \| 1 2 \| Austragungsort: Sydney Datum: 10. Januar 2020 Spieloberfläche: Hartplatz \| |                                                                          |                   |
| Spieler                                                                               | Spieler                                                                  | Ergebnis          |
| Kimmer Coppejans                                                                      | Roberto Bautista Agut                                                    | 1:6, 4:6          |
| David Goffin                                                                          | Rafael Nadal                                                             | 6:4, 7:63         |
| Sander Gillé Joran Vliegen                                                            | Pablo Carreño Busta Rafael Nadal                                         | 7:67, 5:7, [7:10] |
| 1 2                                                                                   | Austragungsort: Sydney Datum: 10. Januar 2020 Spieloberfläche: Hartplatz |                   |

### Halbfinale
Serbien – Russland
| \| 3 0 \| Austragungsort: Sydney Datum: 11. Januar 2020 Spieloberfläche: Hartplatz \| |                                                                          |               |
| Spieler                                                                               | Spieler                                                                  | Ergebnis      |
| Dušan Lajović                                                                         | Karen Chatschanow                                                        | 7:5, 7:61     |
| Novak Đoković                                                                         | Daniil Medwedew                                                          | 6:1, 5:7, 6:4 |
| Nikola Čačić Viktor Troicki                                                           | Teimuras Gabaschwili Konstantin Krawtschuk                               | 6:4, 7:67     |
| 3 0                                                                                   | Austragungsort: Sydney Datum: 11. Januar 2020 Spieloberfläche: Hartplatz |               |

Australien – Spanien
| \| 0 3 \| Austragungsort: Sydney Datum: 11. Januar 2020 Spieloberfläche: Hartplatz \| |                                                                          |                   |
| Spieler                                                                               | Spieler                                                                  | Ergebnis          |
| Nick Kyrgios                                                                          | Roberto Bautista Agut                                                    | 1:6, 4:6          |
| Alex de Minaur                                                                        | Rafael Nadal                                                             | 6:4, 5:7, 1:6     |
| Chris Guccione John Peers                                                             | Pablo Carreño Busta Feliciano López                                      | 2:6, 7:66, [4:10] |
| 0 3                                                                                   | Austragungsort: Sydney Datum: 11. Januar 2020 Spieloberfläche: Hartplatz |                   |

### Finale
Serbien – Spanien
| \| 2 1 \| Austragungsort: Sydney Datum: 12. Januar 2020 Spieloberfläche: Hartplatz \| |                                                                          |           |
| Spieler                                                                               | Spieler                                                                  | Ergebnis  |
| Dušan Lajović                                                                         | Roberto Bautista Agut                                                    | 5:7, 1:6  |
| Novak Đoković                                                                         | Rafael Nadal                                                             | 6:2, 7:64 |
| Novak Đoković Viktor Troicki                                                          | Pablo Carreño Busta Feliciano López                                      | 6:3, 6:4  |
| 2 1                                                                                   | Austragungsort: Sydney Datum: 12. Januar 2020 Spieloberfläche: Hartplatz |           |